# Tributo al más grande
Tributo al más grande es un álbum musical producido por la disquera mexicana Class Music. Se compone de una recopilación de versiones de varias bandas y artistas mexicanos de rock interpretando las principales canciones de la agrupación de música norteña Bronco, banda que ganó popularidad en la década de los 90. Si bien el estilo musical de Bronco es norteño y en ocasiones grupero, el disco agrupa las principales canciones dándole un estilo rock más actual. 
El disco fue lanzado el 15 de enero de 2007 y cuenta con colaboraciones de Panda, División Minúscula, Tolidos, Insite, entre otros.

## Lista de canciones
1. Amigo Bronco - Guadalupe Esparza, José Madero y Luis Cortés. (Autor: Gil Rivera - SACM-Directo F)
2. Nunca voy a olvidarte - Cyria (Autor: Roberto Belester - SACM-Directo )
3. Dos mujeres, un camino - Canseco (Autor: José Guadalupe Esparza - Edimusa S.A. de C.V.)
4. Oro - Panda (Autor: Miguel Luna - Musical Serca, Sony Music Publishing)
5. Total qué más da - Lemons (Autor: José Antonio Corían - Promotora Hispanoamericana S.A. de C.V.)
6. Que no quede huella - División Minúscula (Autor: José Guadalupe Esparza - Univision Music Publishing)
7. Sheriff de chocolate - Gordon Palmer (Autor: Ciro Paniagua - Straight Songs S.A. de C.V.)
8. Si te vuelves a enamorar - Tolidos (Autor: Raúl González - Disa Latin Publishing LLC)
9. Sergio el Bailador - Los Claxons (Autor: José Guadalupe Esparza - BMG Music Publishing S.A. de C.V.)
10. Libros tontos - Hey Bésala (Autor: José Guadalupe Esparza - Edimusa S.A. d C.V.)
11. Déjame Amarte Otra Vez - Insite (Autor: José Guadalupe Esparza - BMG Music Publishing S.A. de C.V.)
12. Que te han visto llorar - Thermo (Autor: Guillermo Estrada Góm, Demetrio Vite Hernández)
13. Adoro - Finde (Autor: Armando Manzanero - BMG Musci Publishing S.A. de C.V.
14. Te quise una vez - Chetes (Autor: José Guadalupe Esparza - Edimusa S.A. de C.V.)
15. Lágrimas, sal y limón - Jumbo (Autor: Enrique Londaits - Edimusa S.A. de C.V.)
16. Aunque no me quieras - Marcelo Treviño (Autor: José Guadalupe Esparza - Edimusa S.A. d C.V.)
17. Tres heridas - Kinky (Autor: José Guadalupe Esparza - Edimusa S.A. de C.V.)
18. A qué le tiramos - Sonoro (Autor: Paul Alo - Géminis Musical S.A.)
19. Grande de Cadera - Sonidero Nacional (Autor: Carlos A. - Warner Chappell)